# Салтанат Абдрахманова
Салтанат Абдрахманова (нар. 22 березня 1988) — казахська борчиня вільного стилю, срібна призерка чемпіонату Азії.

## Життєпис
Боротьбою почала займатися з 2001 року. Тричі підряд, у 2003, 2004 та 2005 роках ставала бронзовою призеркою чемпіонату Азії серед кадетів. У 2004 році здобула срібну медаль чемпіонату Азії серед юніорів.
Тренер — Валерій Насенков.

## Спортивні результати на міжнародних змаганнях

### Виступи на Чемпіонатах Азії
| Змагання                       | Збірна    | Вагова категорія          | Місце  |
| ------------------------------ | --------- | ------------------------- | ------ |
| Чемпіонат Азії з боротьби 2007 | Казахстан | жіноча боротьба, до 59 кг | 9      |
| Чемпіонат Азії з боротьби 2008 | Казахстан | жіноча боротьба, до 55 кг | Срібло |

### Виступи на інших змаганнях
| Змагання                   | Збірна    | Вагова категорія          | Місце |
| -------------------------- | --------- | ------------------------- | ----- |
| Кубок Азії з боротьби 2003 | Казахстан | жіноча боротьба, до 59 кг | 4     |

### Виступи на змаганнях молодших вікових груп
| Змагання                                      | Збірна    | Вагова категорія          | Місце  |
| --------------------------------------------- | --------- | ------------------------- | ------ |
| Чемпіонат Азії з боротьби серед кадетів 2003  | Казахстан | жіноча боротьба, до 60 кг | Бронза |
| Чемпіонат Азії з боротьби серед кадетів 2004  | Казахстан | жіноча боротьба, до 60 кг | Бронза |
| Чемпіонат Азії з боротьби серед кадетів 2005  | Казахстан | жіноча боротьба, до 60 кг | Бронза |
| Чемпіонат Азії з боротьби серед юніорів 2004  | Казахстан | жіноча боротьба, до 59 кг | Срібло |
| Чемпіонат світу з боротьби серед юніорів 2005 | Казахстан | жіноча боротьба, до 59 кг | 14     |
| Чемпіонат світу з боротьби серед юніорів 2007 | Казахстан | жіноча боротьба, до 59 кг | 18     |
| Чемпіонат світу з боротьби серед юніорів 2008 | Казахстан | жіноча боротьба, до 55 кг | 16     |